# Алексий Ксифий
Алексий Ксифий или Ксифия (на средногръцки: Ἀλέξιος Ξιφίας; на латински: Alexios Xiphias, с варианти на фамилията като Siphea и Xifea), е византийски военачалник – протоспатарий и катепан на Италия през 1006 – 1007 г.
Името на Алексий Ксифия е съхранено единствено в латиноезични източници – за него се съобщава в Хрониката на Лупус Протоспатарий и в Анонимната хроника на Бари (Anonymi Barensis Chronicon). Принадлежи към семейство, за което няма сведения преди управлението на Василий II Българоубиец, като се знае само, че Ксифиите се ползват с благоволението на Василий II до неуспешния бунт на Никифор Ксифий през 1022 г.
Алексий Ксифия пристига като катепан на Италия в Бари през юли 1006 г. и умира между април и август 1007 г. През това време издава четири привилегии за различни манастири, както и за архиепископа на Бриндизи и Ория Йоан. Освен това е потвърдил и привилегии на свои предшественици за манастира Монте Касино.
Според византолога Вера фон Фанкелхаузен Алексий Ксифий вероятно е идентична личност с Алексий Харон, дядо по майчина линия на император Алексий I Комнин, за когото Никифор Вриений съобщава, че е ръководил императорските дела в Италия някъде в началото на XI век. Тази теория обаче страда от някои хронологични недостатъци, като се има предвид, че дъщерята на Харон – Анна Даласина, е била родена между 1020 и 1030 г., а Алексий Ксифий умира през 1007 г.